# Nationalliga 1936-1937
L'edizione 1936-37 della Nationalliga, nome esteticamente rinnovato del torneo, vide la vittoria finale del SK Admira Wien.
Capocannoniere del torneo fu Franz Binder del SK Rapid Wien con 29 reti.

## Classifica finale
|    | Classifica       | G  | V  | N | P  | GF | GS | Pt |
| -- | ---------------- | -- | -- | - | -- | -- | -- | -- |
| 1  | SK Admira Wien   | 22 | 14 | 7 | 1  | 77 | 20 | 35 |
| 2  | FK Austria Wien  | 22 | 16 | 3 | 3  | 56 | 22 | 35 |
| 3  | First Vienna FC  | 22 | 12 | 6 | 4  | 46 | 26 | 30 |
| 4  | SC Wacker        | 22 | 11 | 2 | 9  | 46 | 41 | 24 |
| 5  | SK Rapid Wien    | 22 | 7  | 7 | 8  | 51 | 40 | 21 |
| 6  | Floridsdorfer AC | 22 | 9  | 3 | 10 | 43 | 50 | 21 |
| 7  | Wiener Sportclub | 22 | 8  | 5 | 9  | 31 | 39 | 21 |
| 8  | Favoritner AC    | 22 | 10 | 1 | 11 | 29 | 56 | 21 |
| 9  | FC Wien          | 22 | 7  | 6 | 9  | 29 | 40 | 20 |
| 10 | SC Libertas      | 22 | 4  | 7 | 11 | 32 | 46 | 15 |
| 11 | Post SV          | 22 | 5  | 5 | 12 | 25 | 44 | 15 |
| 12 | Hakoah Vienna    | 22 | 1  | 4 | 17 | 19 | 60 | 6  |

## Verdetto
- SK Admira Wien Campione d'Austria 1936-37.
- SK Admira Wien, FK Austria Wien e First Vienna FC ammesse alla Coppa dell'Europa Centrale 1937.
- SC Libertas, Post SV e Hakoah Vienna retrocesse.